# Kranichberg (hrad)

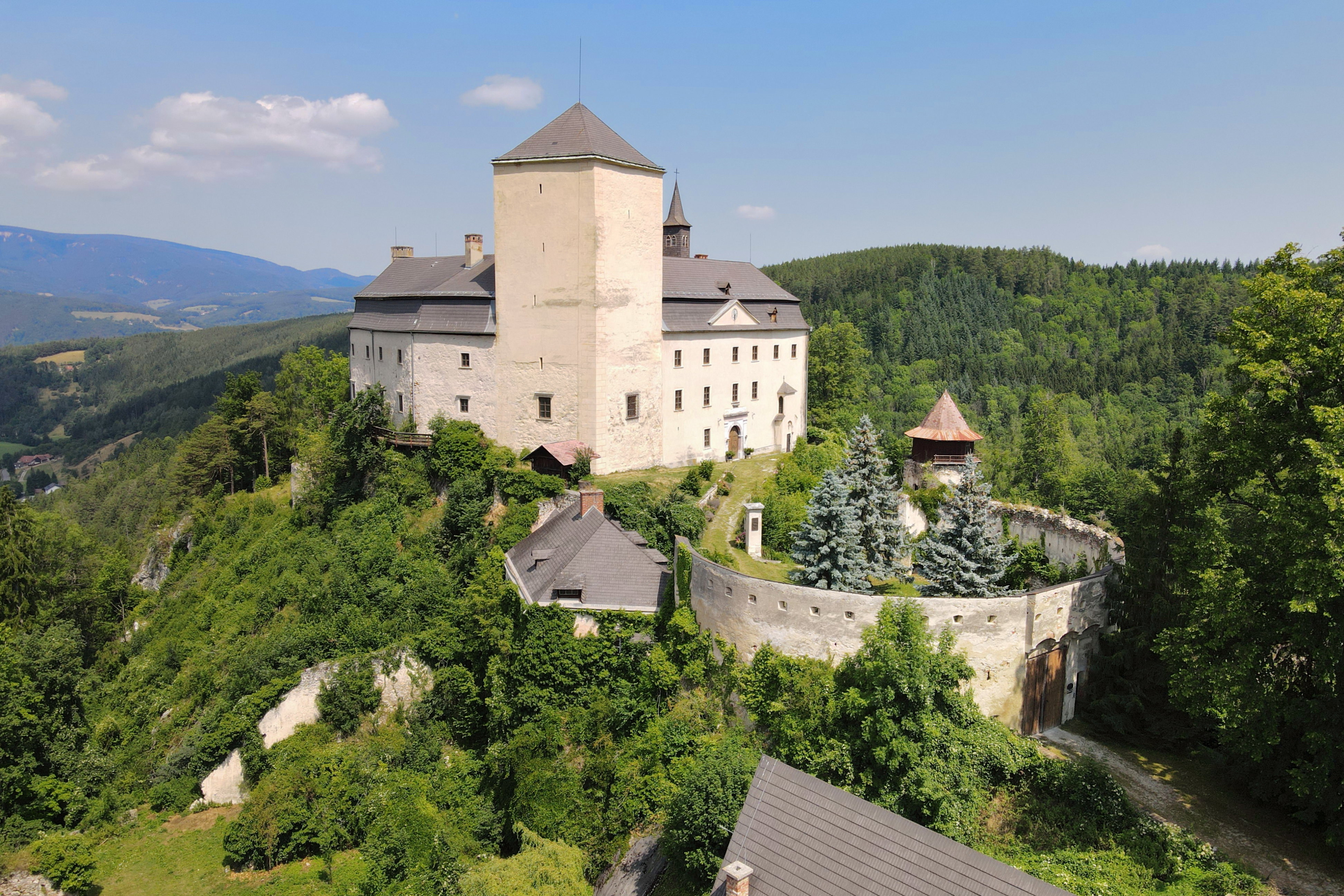
Zámek Kranichberg

Kranichberg je hrad mezi městem Gloggnitz a městysem Kirchberg am Wechsel v okrese Neunkirchen v rakouské spolkové zemi Dolní Rakousy. Dřívější opevněný hrad je třípodlažní stavba přibližně čtvercového půdorysu s pětipodlažní hradní věží a mohl být postavený na počátku třináctého století. K hradu patřilo rozlehlé předhradí na silnici vedoucí od Gloggnitz do Kirchbergu.

## Historie
Hrad patřil od 13. do 16. století pánům z Kranichbergu (ministerská hrabata z hrabství Formbach a hrabství Pitten). V roce 1480 byl na hradě uherský král Matyáš Korvín (1443–1490) a později, v roce 1491 se zúčastnil uzavření bratislavského míru.
V roce 1745 došlo k požáru a byla zasažena velká část hradu: průčelí a západní křídlo hradu. Tehdejší vlastník Anton Franz Adam hrabě z Lamberga přestavěl budovu v barokním slohu a hrad v roce 1768 prodal arcidiecézi vídeňské.
Ve druhé světové válce byl hrad využívaný převážně pro německé vysídlence z Dobrudže. V roce 1970 arcidiecéze vídeňská hrad prodala novému majiteli a v průběhu let se majitel změnil ještě několikrát. Dnes je hrad využíván pro hosty na obchodních jednáních a v předhradí je postavený moderní hotel.